# 滝下信夫
滝下 信夫（たきした のぶお、1953年4月26日- ）は、日本の実業家。株式会社NBG代表取締役会長。京都府京都市出身。愛称はのぶちゃんマン。立命館大学経営学部卒業。剣道教士七段。

## 来歴・人物
父親の滝下伊三郎が始めた小道具の露天商を継ぎ、1988年、京都市中京区壬生にタキシタ家具を設立。44歳の時に地元のテレビショッピングに女装して出演したところ、食卓セットがすべて売れたため、店舗でピーターパンなどインパクトのある格好をするようになった。

## 出演

### TV出演
- TBS　有田とマツコと男と女（2013年1月2日）
- TBS　がっちりマンデー（2019年3月3日）
- NHK福岡　ロクいち！福岡（2019年3月7日）
- 日テレNEWS24 the SOCIAL（2020年4月1日）
- 関西テレビ　報道ランナー（2019年4月18日）
- 関西テレビ　ウラマヨ（2019年5月28日）
- 関西テレビ　よーい！ドン（2020年6月30日）
- BSテレビ東京　シャカリズム（2020年8月10日）

### ラジオ
- 森脇健児のサタデーミーティング（KBS京都ラジオ） - 不定期出演番組

### CM
- 家具の宝島 - 社長自らCMに出演している。なおCMは同社がスポンサーを務める「らくらぶR」の企画で制作された。 ラジオ
  - 森脇健児のサタデーミーティング（KBS京都ラジオ） - 不定期出演番組

## 掲載
- 日経ビジネス[4]

### SNS
- スピーカーズ 滝下信夫/のぶちゃんマン
- youtubeのぶちゃんマンチャンネル
- tiktokのぶちゃんマン
- Instagramのぶちゃんマン
- X のぶちゃんマン